# Pacifigorgia tupperi
Pacifigorgia tupperi is een zachte koraalsoort uit de familie Gorgoniidae. De koraalsoort komt uit het geslacht Pacifigorgia. Pacifigorgia tupperi werd in 2003 voor het eerst wetenschappelijk beschreven door Breedy & Guzman. 